# Beverly Silver
Beverly Judith Silver (* 1957, Detroit, Estados Unidos) es una socióloga y economista especializada en la historia de las fuerzas del trabajo, el desarrollo y la globalización desde la perspectiva del sistema-mundo. Sus trabajos han sido traducidos y publicados a más de diez idiomas. Desde 1992 es profesora de sociología en la Johns Hopkins University in Baltimore, Maryland. Ha sido discípula y colaboradora de Giovanni Arrighi.

## Datos biográficos
Beverly Judith Silver nació en Detroit en 1957. Creció en un período en que se produjeron fuertes conflictos laborales en las fábricas de automóviles de Detroit. Desarrollo una gran actividad en la Federación de sindicatos de trabajadores agrícolas (‘’United Farm Workers Union’’) y participó activamente en las campañas de solidaridad con Chile. 

## Formación, docencia e investigación
En la década de 1980 fue a estudiar a Nueva York. Silver consiguió su BA en economía en el Barnard College y su Título de Doctora en el SUNY Binghamton, donde fue miembro del Centro Fernand Braudel para el Estudio de Economías, Sistemas Históricos y Civilizaciones. Durante ese periodo colaboró, entre otros, con Giovanni Arrighi, Immanuel Wallerstein, y Terence Hopkins contribuyendo al desarrollo de la escuela de análisis de los sistemas-mundo. Hasta 1999 fue miembro de la Organización Internacional del Trabajo, en el Grupo de Investigación del Centro Fernand Braudel (Fernand Braudel Center ) en Binghamton. 
Desde 1992 es profesora de sociología en la Johns Hopkins University en Baltimore, Maryland. B.J. Silver imparte cursos sobre teoría social, desarrollo, trabajo y sociología política. Coordina un grupo de investigación sobre el trabajo en el sistema mundial (sistema-mundo). Es miembro de la Junta Consultiva de Facultad (Faculty Advisory Board) del Instituto de Estudios Globales sobre Cultura, Poder e Historia (Global Studies in Culture, Power and History) en la Universidad Johns Hopkins. Fue Presidenta de la Economía Política de la Sección Sistema Mundo de la Asociación Americana de Sociología durante el bienio 2002-2003.
Los estudios y trabajos de investigación de Silver tienen por objeto el desarrollo, el trabajo, el conflicto social y la guerra, utilizando métodos de análisis comparativos e históricos mundiales. En sus publicaciones y estudios es capaz de hacer confluir numerosas materias en un marco geográfico y temporal global con el fin de identificar patrones de recurrencia, evolución y novedad en los procesos contemporáneos de mundialización y globalización.

### Evolución histórica de las Fuerzas de Trabajo
En su libro ‘’Fuerzas de trabajo: Los movimientos obreros y la globalización desde 1870’’ expone la evolución de las fuerzas de trabajo desde los movimientos obreros de finales del siglo XIX, su expansión y desarrollo y diversificación durante el siglo XX y la situación mundial en los albores del siglo XXI.
La autora describe los enfrentamientos sociales desde una perspectiva global y cíclica, en línea con el análisis de la perspectiva del sistema-mundo . Para Silver dichos enfrentamientos van inevitablemente unidos a la historia y expansión del capitalismo y la evolución de las distintas sociedades.
Las luchas y protestas más radicales han ido de la mano de la sobreexplotación de los trabajadores y la búsqueda de grandes beneficios por parte del capital en distintos lugares del mundo. La composición de las fuerzas de trabajo se ha ido modificando de tal forma que la denominación ortodoxa y tradicional de la clase obrera debe abrirse para reconocer a sus nuevos miembros caracterizados por el enfrentamiento y el antagonismo frente al capitalismo más feroz. La exposición histórica de los procesos en su ubicación espacial y temporal facilita la comprensión de las luchas sociales entre los antagonistas del sistema mundo capitalista.

## Obra
Beverly J. Silver ha publicado numerosos artículos y capítulos en revistas. Puede consultarse su Currículum vitae en la Johns Hopkins University.
Obra destacada
- 2003 - Silver, Beverly J., Fuerzas de trabajo: Los movimientos obreros y la globalización desde 1870, 2005, Akal, Colección Cuestiones de antagonismo, ISBN 84-460-2146-3, (Forces of Labor: Workers' Movements and Globalization since 1870[5]

- 1999 - Silver, Beverly J. & Arrighi, Giovanni, Chaos and Governance in the Modern World System, Texto incompleto en Google libros -en inglés- (Caos y orden en el sistema-mundo moderno, Akal)

- 1995 - Silver, Beverly J., Arrighi, Giovanni, Dubofsky, Melvyn, editors; Labor Unrest in the World-Economy, 1870-1990, special issue of Review (Fernand Braudel Center), vol. 18, no. 1, Winter, 1995, pages 1–206.

## Premios y reconocimientos
- 2005 – Premio a la mejor publicación académica (Distinguished Scholarly Publication Award) por Fuerzas de trabajo (Forces of Labor) otorgado por la sección Economía política del sistema mundo (Political Economy of the World System) de la ‘’American Sociological Association’’.[6]
- 2005 - Book Award (Honorable Mention), Labor and Labor Movements Section of the American Sociological Association (por el libro Fuerzas de trabajo)
- 2004 - Distinguished Book Award, Political Economy of the World System Section de la American Sociological Association (por el libro Fuerzas de trabajo)
- 2001-2003 Presidenta, Political Economy of the World System Section, American Sociological Association
- 2001 - Distinguished Book Award, American Sociological Association, Political Economy of the World System Section (por su libro Chaos and Governance in the Modern World System)
- 1996 - Distinguished Faculty Award (por su docencia), Johns Hopkins University